# کبوتر-کوکوی بزرگ
کبوتر-کوکوی بزرگ (نام علمی: Reinwardtoena reinwardtii) نام یک گونه از تیره کبوتران است.